# 大西洋後絲鯡
大西洋後絲鯡為輻鰭魚綱鲱形目鲱科的其中一種，分布於西大西洋區，從美國緬因灣至巴西Santa Catarina海域，體長可達38公分，棲息在沿岸海域、海灣，成群活動，以甲殼類、橈腳類為食，可做為食用魚及餌魚。

## 擴展閱讀
維基物種上的相關：大西洋後絲鯡